# Pedinotus inopinatus
Pedinotus inopinatus är en stekelart som beskrevs av Sergey A. Belokobylskij 2004. Pedinotus inopinatus ingår i släktet Pedinotus och familjen bracksteklar. Inga underarter finns listade i Catalogue of Life.